# 말라얀흰배쥐
말라얀흰배쥐(Niviventer bukit)는 쥐과에 속하는 설치류의 일종이다. 캄보디아와 라오스, 태국, 베트남에서 서식한다. 잡식성 동물이다. 몸무게는 약 75g이다. 자연 서식지는 일차림과 이차림이다. 원래는 밤색흰배쥐(N. fulvescens)의 아종으로 간주되었지만, 형태학과 유전학 분석을 통해 별도의 종으로 분리되었다.